# Livermoriu

Livermoriu

Configurația electronică a atomului de livermoriu

Livermoriu este numele dat elementului cu număr atomic 116. Existența acestui element a fost demonstrată în 1999 în Berkeley, California.
Este un element extrem de radioactiv care a fost creat doar în laborator și nu a fost observat în natură. Elementul este numit după laboratorul național Lawrence Livermore din Statele Unite.